# 曼彻斯特座堂

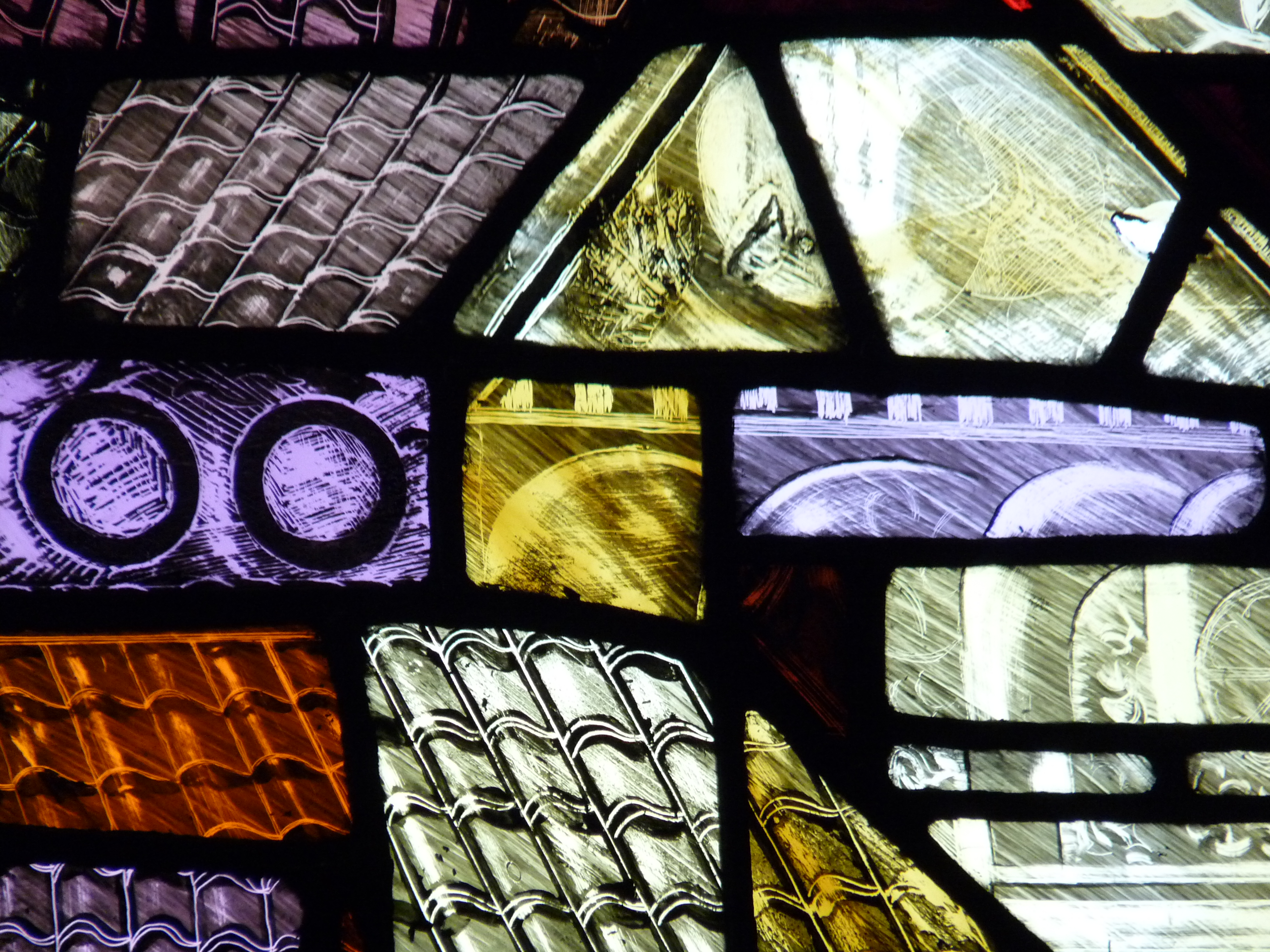
现代风格的花窗玻璃

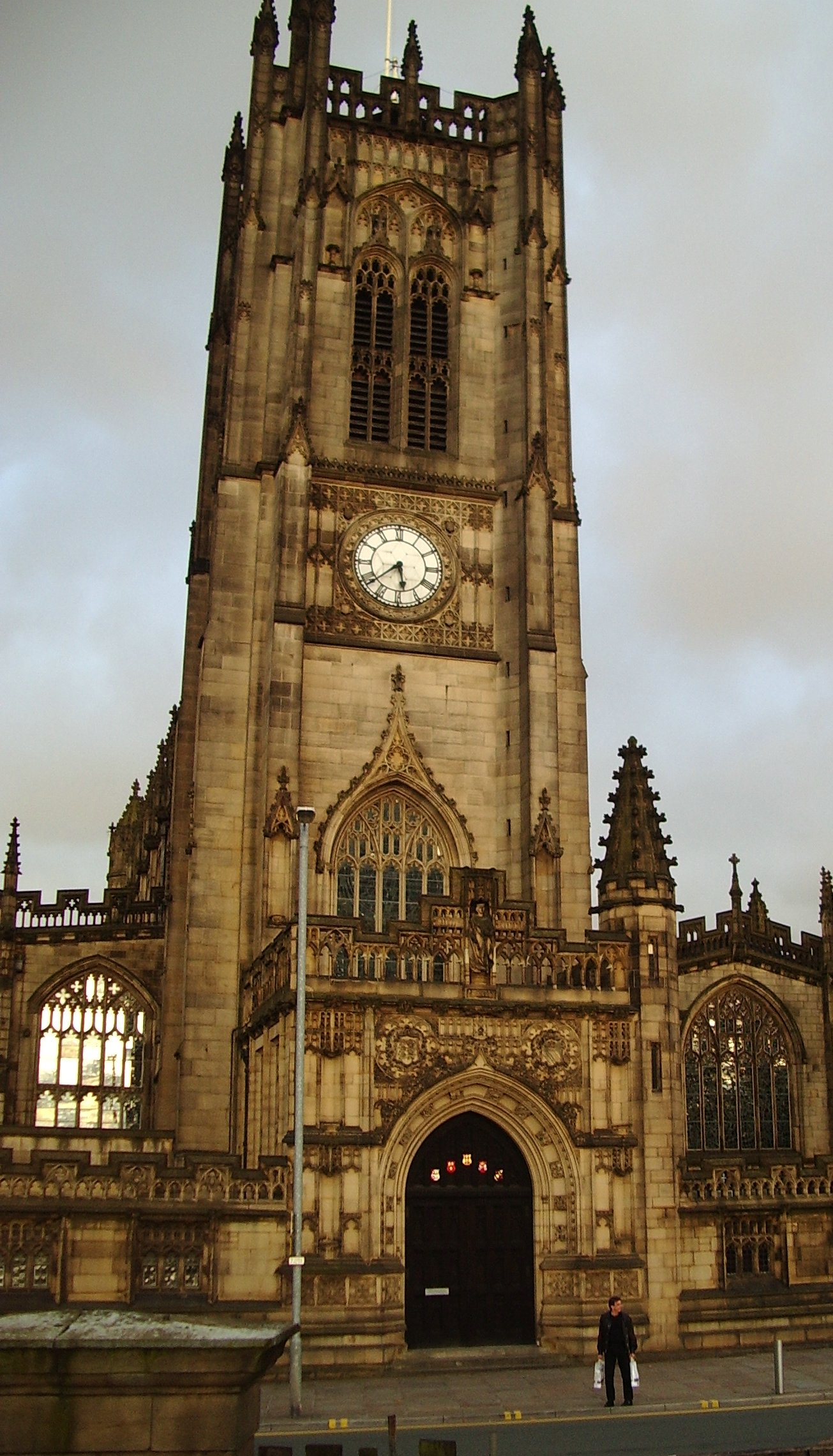
钟楼

曼彻斯特座堂是英國圣公会曼彻斯特教区的主教座堂，位于曼彻斯特市中心的维多利亚街。
虽然曼彻斯特座堂在维多利亚时代进行了扩建，在20世纪又遭到轰炸，但是其主体主要仍是中世纪建筑，垂直哥特式风格。它已被列为英国一级登录建筑。
2010年1月23日，曼彻斯特座堂宣布任命它的第一个诗人，圣尼古拉教堂牧师雷切尔曼。
2010年10月21日，曼彻斯特座堂举办了首届曼彻斯特讲道活动。该活动是为了配合曼彻斯特文学节，目的是振兴作为一种文学形式的布道。首届讲道交给了知名小说家珍妮特温特森。